# 万州站
万州站，位于中华人民共和国重庆市万州区龙都街道，是达万铁路、宜万铁路上的火车站，于2004年11月1日启用营运，宜万铁路于2010年12月22日通车，成都铁路局达州车务段管辖。

## 車站周邊
- 万州车站派出所
- 休依谷宾馆
- 重庆鸿照宾馆
- 林茂招待所
- 重庆美地酒店
- 中国邮政储蓄银行佳信站前商务公寓西
- 重庆市万州区怡欣养老院
- 重庆三峡职业学院

## 歷史
- 2004年11月1日，随着达万铁路通车启用。
- 2010年12月22日沪汉蓉快速客运通道宜万铁路段通车。[2][3]

## 外部連結
- 中国铁路客户服务中心（页面存档备份，存于）